# Bais, Ille-et-Vilaine
Bais är en kommun i departementet Ille-et-Vilaine i regionen Bretagne i nordvästra Frankrike. Kommunen ligger i kantonen La Guerche-de-Bretagne som tillhör arrondissementet Fougères-Vitré. År 2022 hade Bais 2 511 invånare.
På bretonska heter kommunen Baez.

## Befolkningsutveckling
Antalet invånare i kommunen Bais
Referens:INSEE